# Віконтська корона
Корона віконта — рангова корона французької та іспанської знаті.
«Віконт» походить від французької мови та спочатку стосувався намісника графа. Пізніше цей термін позначав титул шляхти, що стояли між графом і бароном.
Термін з'явився у Франції в 819 році. Кажуть, що пізніше нормани запровадили його в Англії. Старший син маркіза або графа часто носив титул віконта.
Голландською мовою це бурграфська корона. Французька та іспанська корони мають п'ять видимих коронних зубців на обручі. Їх розмір постійно змінюється. На кінчиках шипів є перлина. У голландській формі нижні краї замінені кінчиками листя. Зовсім інший вигляд має бельгійська корона віконта. На головному обручі видно три високі коронні зубці, кожен з яких має три перлини.